# Julie Enckell Julliard
 (mai 2017).
Si vous disposez d'ouvrages ou d'articles de référence ou si vous connaissez des sites web de qualité traitant du thème abordé ici, merci de compléter l'article en donnant les références utiles à sa vérifiabilité et en les liant à la section « Notes et références ».
Julie Enckell Julliard, née à Lausanne le 23 juillet 1974, est historienne de l'art et conservatrice de musée suisse.

## Biographie
Du côté de son père, elle est la petite-fille du diplomate finlandais Ralph Enckell (fi) (1913-2001) et de Marie-Christine Mikhaïlo née Söederjhelm (1916-2004), qui a animé avec sa fille Marianne Enckell le Centre International de Recherches sur l'Anarchisme. Elle est la nièce du journaliste et lexicographe Pierre Enckell (1937-2011). Du côté de sa mère, elle est la petite-fille du pasteur genevois Alfred Werner (1914-2005) ainsi que l'arrière petite-fille du philosophe Charles Werner (1878-1969) et du politicien et homme de culture Paul Lachenal (1884-1955).
Elle achève une licence ès Lettres à l'Université de Lausanne en 1999. En 2001, elle obtient un diplôme postgrade à l'École supérieure d'arts visuels de Genève en Critique, Curatorial et Cybermédia. En 2004, elle soutient sa thèse de doctorat à l'Université de Lausanne sur les décors peints de l'abbaye de Farfa en co-tutelle avec l'Université de Poitiers intitulée Au seuil du salut : les décors peints de l'avant-nef de Farfa en Sabine. 
Elle est membre de l'Institut suisse de Rome en 2002 et boursière du Fonds national suisse pour la recherche scientifique en 2003-2004.
En 2005-2006, elle occupe le poste de professeure suppléante en Histoire de l’art médiéval à l’Université de Lausanne.
Entre 2007 et 2012, elle est conservatrice Art moderne et contemporain au Musée Jenisch Vevey. Elle prend la direction du musée de 2013 à 2018.  
Depuis 2006, ses recherches portent sur les formes du dessin contemporain. Elle est membre de la Commission fédérale des Beaux-arts entre 2014 et 2021 et membre de la Société suisse de gravure (SGG) depuis 2015. 
Depuis mars 2018, elle assume la responsabilité du Département du développement culturel de la Haute École d'Art et de Design de Genève.

## Œuvre
(novembre 2017).

### Ouvrages notables
- Julie Enckell Julliard (éd.), M/2, Vevey, Zurich, jrp ringier, 2017  (ISBN 978-3-03764-501-7)
- Rien que pour vos yeux. Petit traité des techniques du dessin, Introduction de J. Enckell Julliard, notices techniques d'Emmanuelle Neukomm et Elisa de Halleux, Zurich, Scheidegger & Spiess, 2016[4].
- Julie Enckell Julliard (dir.), Vers le visible. Le dessin dans les expositions d’art contemporain, 1964-1980, Paris, Roven, 2015  (ISBN 978-2-918450-24-5)
- Julie Enckell Julliard (dir.), Nestlé Art Collection, Zurich, jrp ringier, 2015  (ISBN 978-3-03764-038-8)[5].
- Ferdinand Hodler. La collection Rudolf Schindler, sous la direction de Julie Enckell Julliard, Emmanuelle Neukomm et Caroline Guignard, Zurich, Scheidegger & Spiess, 2015  (ISBN 978-3-85881-473-9)[6].
- Julie Enckell Julliard, Alain Huck, Les salons noirs, Zurich, Scheidegger & Spiess, 2015  (ISBN 978-3-85881-769-3)[7].
- Julie Enckell Julliard, Jean-Luc Manz, Notebooks I-XIV, Zurich, jrp ringier, 2015  (ISBN 978-3-03764-404-1)[8].
- Julie Enckell Julliard (dir.), Alberto Moravia. Lettres d’amour à Lélo Fiaux, avec les contributions de René de Ceccatty, Alessandra Grandelis, Annette Ferrari et Camille Jaquier, Genève, éditions Zoé, 2014[9].
- Pierrette Bloch, J. Enckell Julliard (éd.), Zurich, jrp ringier, 2013  (ISBN 978-3-03764-329-7)[10].
- Patricia Bieder, Julie Enckell Julliard (dir.), Manon Bellet., L’onde d’une ombre, Berlin, The Greenbox, 2013[11].
- Julie Enckell Julliard (éd.), Ante Timmermans, Zurich, jrp ringier, 2012  (ISBN 978-3-03764-279-5)[12].
- Julie Enckell Julliard (éd. ), Silvia Buonvicini., PK. Permanente Krise, Lucerne, Periferia 2011  (ISBN 978-3-907474-97-6).
- Julie Enckell Julliard (éd. ), Voici un dessin suisse (1990-2010), Zurich, jrp ringier, 2010  (ISBN 978-3-03764-100-2)[13].
- Julie Enckell Julliard, Patrick Javault (dir.), Balthasar Burkhard. Reconnaissances 1969-2007, Strasbourg, 2008.
- Julie Enckell Julliard, Au seuil du salut. Les décors peints de l’avant-nef de Farfa en Sabine, Préface de Herbert L. Kessler, Rome, Viella, 2008  (ISBN 978-88-8334-338-4)
- Julie Enckell Julliard, Serena Romano, Roma e la riforma gregoriana. Tradizioni e innovazioni artistiche XI-XII secolo, Actes du colloque international de l’Université de Lausanne, 10-11 décembre 2004, Rome, Viella, 2007  (ISBN 978-88-8334-193-9).

### Contributions notables
- « Visualizing Voids and Measuring the Earth : the Raison d'être of Drawing in Choreographic Work of Anne Teresa de Keersmaeker», dans Spacescapes, Dance & Drawing, Laurence Schmidlin et Sarah Burkhalter (éd.), Zurich, jrp ringier, 2017  (ISBN 978-3-03764-469-0).
- « Le dessin saigne», dans Fred Deux. Le For intérieur, Laurence Schmidlin (éd.), Paris, Les Cahiers dessinés, 2015  (ISBN 979-10-90875-33-3).
- « Surprendre, déclencher, nourrir : le rôle de l’atelier dans le processus créatif chez Markus Raetz », en coll. avec Lauren Laz, in Markus Raetz, Die Druckgraphik, The Prints, Les estampes 1951-2013, Rainer M. Mason (éd.), Zurich, Scheidegger & Spiess, 2014  (ISBN 978-3-85881-410-4)[14].
- « Le temps de l’idée » ; « À l’écart du visible, le bruissement du monde », Roven 9, mars 2013  (ISBN 978-2-918450-20-7).
- « Quelques réflexions sur l’ubiquité du dessin et sur sa définition », Art collector, automne 2012.
- «Papier solo », in Trait papier. Un essai sur le dessin contemporain (Karine Tissot éd.), Genève, éd. Atrabile, 2012  (ISBN 978-2-940329-98-4).
- Préface de l'ouvrage de Denis Savary, Le Malacologue, Vevey, éd. Castagniééé, 2007.
- Julie Enckell Julliard, « La friction et le double », in Konrad Bitterli, Julie Enckell Julliard et Dominique Radrizzani, Alain Huck, Zurich, jrp ringier, 2006  (ISBN 978-2-940271-73-3).

### Films
- Pierrette Bloch, film documentaire réalisé par Lila Ribi, 2013[15]
- Le secret du papier, avec Florence Darbre et Olivier Masson, film documentaire réalisé par Lila Ribi, 2016[16]
- M/2. Microcosme idéal, film documentaire réalisé par Anne Marsol et Didier Crépey, 2017.